# Росиця (Великотирновська область)
Роси́ця (болг. Росица) — село у Великотирновській області Болгарії. Входить до складу общини Павликени.

## Населення
За даними перепису населення 2011 року у селі проживала 151 особа.
Національний склад населення села:
| Національність   | Кількість осіб | Відсоток |
| ---------------- | -------------- | -------- |
| болгари          | 74             | 56,9%    |
| турки            | 55             | 42,3%    |
| цигани           | 0              | 0%       |
| Всього відповіли | 130            |          |

Розподіл населення за віком у 2011 році:
Динаміка населення: